# Tonight (PinkPantheress)
Tonight è un singolo della cantautrice britannica PinkPantheress, pubblicato il 4 aprile 2025 come primo estratto dal secondo mixtape Fancy That.

## Descrizione
Tonight, descritta dalla critica come una canzone bassline e dance pop contiene un'interpolazione del brano Do You Know What I'm Seeing? dei Panic! at the Disco, contenuto nel disco Pretty. Odd..

## Video musicale
Il video musicale del singolo, diretto da Charlotte Rutherford, è stato reso disponibile in concomitanza con la sua uscita.

## Formazione
- PinkPantheress – voce, produzione
- Aksel Arvid – produzione
- Count Baldor – produzione
- Joe LaPorta – mastering
- Nickie Jon Pabón – missaggio

## Classifiche
| Classifica (2025) | Posizione massima |
| ----------------- | ----------------- |
| Irlanda           | 88                |
| Regno Unito       | 35                |
| Stati Uniti       | 125               |

## Date di pubblicazione
| Paese  | Data           | Formato                      | Etichetta    | Nota  |
| ------ | -------------- | ---------------------------- | ------------ | ----- |
| Mondo  | 4 aprile 2025  | Download digitale, streaming | Warner       | [ 8 ] |
| Italia | 11 aprile 2025 | Contemporary hit radio       | Warner Italy | [ 9 ] |